# Warren Truss
Pour les articles homonymes, voir Truss.
Warren Errol Truss (né le 8 octobre 1948), est un homme politique australien, leader du Parti national au parlement fédéral où il siège à la Chambre des représentants de 1990 à 2016, en tant que député de la circonscription de Wide Bay au Queensland. Il a été vice-premier ministre d'Australie dans le gouvernement Abbott de 2013 à 2016.

## Biographie
Il est né à Kingaroy, au Queensland et est agriculteur avant d'entrer en politique. Il est président de l'office régional de la Sugar Coast et conseiller du Comté de Kingaroy (1976-90). Il est le candidat National en 1988 à l'élection partielle au siège de Barambah de l'Assemblée législative du Queensland, laissé libre par le départ à la retraite de l'ancien premier ministre Joh Bjelke-Petersen, mais perd face au candidat du Citizens Electoral Council, Trevor Perrett (quidevient plus tard membre du Parti National). Il est élu au siège de Wide Bay à l'élection fédérale de 1990. 
Truss est membre du cabinet fantôme de 1994 à 1996 et vice-président de la Chambre de 1997 à 1998. Il est Ministre des douanes et de la Consommation de 1997 à 1998 et de 1998 à 1999, ministre des Services communautaires. Il est également ministre de l'Agriculture, des Pêches et des forêts, avec un siège au sein du Cabinet, de juillet 1999 à juin 2005.  
En juin 2005, John Anderson, annonce son intention de démissionner de son poste de chef du Parti national. Leader adjoint, Mark Vaile, en est élu le nouveau président et Truss vice-président. Dans le gouvernement remanié après la démission d'Anderson, Truss est nommé ministre des Transports et des Services régionaux. En septembre 2006, après le scandale de l'huile alimentaire AWB, Truss et Vaile échangent leurs portefeuilles, Truss devenant ministre du Commerce et Vaile prenant les transports et les services régionaux jusqu'en novembre 2007.
Lors des élections fédérales de 2007, Truss est réélu au siège de Wide Bay. Après la défaite de la Coalition gouvernementale aux élections, Mark Vaile, refuse de continuer de diriger le Parti National et Warren Truss est élu chef du parti le 3 décembre 2007.
En septembre 2013, il est nommé vice-premier ministre et ministre des Infrastructures et du Développement Régional dans le gouvernement du conservateur Tony Abbott. 